# Bona de Luxemburgo
Bona de Luxemburgo ou Bona da Boêmia (em tcheco: Jitka Lucemburská; 20 de maio de 1315 - 11 de setembro de 1349) era  filha de conde João I de Luxemburgo, rei da Boêmia e de sua primeira esposa Isabel da Boêmia. Era também irmã de Carlos IV, imperador do Sacro Império Romano-Germânico.

## Biografia
Em 28 de julho de 1332, na igreja de Notre-Dame de Melun, Bona casou-se com o Duque da Normandia, João de Valois, filho de Filipe VI da França. Na ocasião, ela tinha  17 anos de idade, e o duque tinha 13 anos.
Bona morreu de peste negra aos 34 anos, em 1349, um ano antes da coroação de seu marido como Rei da França. Por essa razão, jamais ocupou o trono como rainha consorte.

## Descendência
Seus filhos foram:
- Branca da França (1336)
- Carlos da França (1338-1380), Delfim de Viennois e Rei da França
- Catarina da França (1338)
- Luís da França (1339-1416), Duque de Anjou e Maine, posteriormente Rei de Nápoles.
- João da França (1340-1416) Duque de Berry.
- Filipe da França (1342-1404), Duque da Borgonha.
- Joana da França, (1343-1373), Rainha Consorte de Navarra
- Maria da França, (1344-1404), duquesa consorte de Bar
- Inês da França, (1345-1349)
- Margarida da França (1347-1352)
- Isabel de França (1348-1372), condessa de Vertus